# Mattin
Mattin es un artista que trabaja predominantemente con ruido e improvisación.
Mattin también escribe artículos sobre las connotaciones políticas de la improvisación, el software libre y el Anti-copyright. En el  2001 Mattin formó Sakada con Eddie Prévost y Rosy Parlane. Ha editado más de 70 discos en diferentes sellos alrededor del mundo. Lleva el sello experimental w.m.o/r, y el netlabel Desetxea. Publica su música bajo la no-licencia Anti-copyright. Entre otros proyectos Mattin es parte de: Deflag Haemorrhage/Haien Kontra, NMM, Billy Bao, La Grieta y Josetxo Grieta.

## Discografía
- Feb 2001 Mattin: Betzain CDr w.m.o/r 00 (UK)
- Mar 2001 Mattin: Tinnitus CDr w.m.o/r 01 (UK)
- Jun 2001 Mattin/Prevost/Parlane: Sakada CD w.m.o/r 02 (UK)
- Jul 2001 Mattin: Higu CDr w.m.o/r 03 (UK)
- Sep 2001 BI RAK (Mattin/Dennis Dubovtsev): Betzain CDr w.m.o/r 04 (UK)
- May 2002 Mattin/Rosy Parlane/Xabier Erkizia: Mendietan CD w.m.o/r 05 (UK)
- Nov 2002 Sakada:Undistilled CD Matchless (UK)
- Mar 2003 Mattin: Gora CDr Twothousanand (UK)okinanaz
- Apr 2003 Mattin/Rosy Parlane: Agur 3”CDr Absurd (Grecia)
- Apr 2003 Belaska: Vault CD w.m.o/r 06 (UK)
- Sept 2003 Sakada 3”CD Sound 323 (UK)
- Feb 2004 Radu Malfatti/Mattin:WHITENOISE CD w.m.o/r 07 (EH)
- Apr. 2004 Taku Sugimoto, Yasuo Totsuka & Mattin: Trainging Thoughts CD w.m.o/r 09 (EH)
- May 2004 Margarida García & Mattin: For Permitted Consumption CDr L´imnomable (Slovenia)
- May 2004 MATTINBARNES: Live at Issue, NYC. CDr Quakebasket (USA)
- May 2004 Radu Malfatti, Klaus Filip, Mattin, Dean Roberts: Building Excess CD Grob (Alemania)
- May 2004 Sakada: Never Give Up in the Margins of Logic 3"CD Antiopic (USA)
- Aug 2004 Sakada: Bilbao Resiste, Resiste Bilbao CDr Fargone Records (USA)
- Aug 2004 Junko &  Mattin: Pinknoise CD w.m.o/r 13 (EH)
- Sept 2004 Mattin: Basque Rd CDr Document (Australia)
- Oct 2004 Mattin / Dion Workman: Via Vespucci CD Antifrost (Barcelona/Atenas)
- Oct 2004 Mattin & Taku Unami: shyrio no computer CD w.m.o/r/hibari (EH/Japón)
- Nov 2004 Sakada: Askatuta CDr The Rizhome Label (Australia)
- Feb 2005 Billy Bao: Bilbo's Incinerator 7 ¨ w.m.o/r (EH)
- Jul 2005 NMM-No More Music at the service of capital  (Lucio Capece & Mattin) CDr Why Not LTD (Malasya)Rereleased by NO SESO (Argentina) in Ag. 2006
- Sept 2005 Deflag Haemorrhage / Haien Kontra: Luxury CDr w.m.o/r (UK)
- Sept 2005 Mattin: Songbook CDr hibari (Japón)
- Nov 2005 Billy Bao: R'nR Granulator CD w.m.o/r (UK)
- Dec 2005 Dion Workman / Mattin: S3 CD Formed Records (USA)
- Jan 2006 Francis/Guerra/Stern/Mattin 7" cmr (New Zealand)
- Feb 2006 Billy Bao: Auxilio! CDr Herbal Live Series (Austria)
- Feb 2006 Mattin "Songbook vol.2" CDr Ausaider Magazine (Ukrania)
- Feb 2006 La Grieta "Hermana Hostia" CDr w.m.o/r (UK)
- March 2006 Mattin & Cremaster "Barcelona" CDr Audiobot (Belgium)
- May 2006 Guionnet/Denzler/Unami/Mattin CDr Fargone Records (USA)
- May 2006 Mattin "Songbook vol.3" Black Petal CDr (Japan)
- May 2006 Radu Malfatti / Mattin "Going Fragile CD Formed Records (USA)
- June 2006 Josetxo Grieta "Reminder of a Precioius Life" CDr Audiobot (Belgium)
- June 2006 Kneale/Mattin con-v CDr (Spain)
- Aug 2006 Axel Doerner & Mattin "Berlin" CD absurd/1000+1 Tilt (Greece)
- Sept 2006 Lene Grenager, Harald Fetveit, Lasse Marhaug, Lucio Capece & Mattin "cdr" CDr The Seedy R! (New Zealand)
- Sept 2006 MATTINBARNES "Achbal al Atlas" CD little enjoyer (NYC)
- Oct 2006 Mattin "Songbook vol. 4" CD Azul Discográfica (NYC)
- Oct 2006 Tony Conrad, Tim Barnes & Mattin CD Celebrate PSI Phenomenom (New Zealand)
- Nov 2006 NMM “UNIVERSAL PROSTITUTION” CD iDEAL, absurd, 8mm (Sweden, Italy, Greece)
- Nov 2006 MATTIN 'PROLETARIAN OF NOISE' CD hibari music (Japan)
- Dec 2006 Josetxo Grieta "Euskal Semea" CD w.m.o/r (Berlin)
- May 2007 Matthew Bower & Mattin: A New Form of Beauty (1975) CD bottrop-boy (Berlin)
- Jul 2007 Ryu Hankil, Jin Sangtae, Taku Unami, Mattin: 5 modules III CDr manual modules (Seul)
- Oct 2007 Claudio Rocchetti/Mattin "Long Live Anti-Copyright, Death to Intellectual Property" CDr Troglosound (Italy)
- Oct 2007 Mattin split with Analoge Suicide & GEN 26 [&] 3"CDr (Ljublijana)
- Oct 2007 Mattin/Taku Unami "Attention" CD h.m.o/r   (Tokyo/Berlin)
- Nov 2007 Billy Bao "Fuck Separation" EP S-S Records (Sacramento)
- Dec 2007 Mattin "Broken Subject" CDr Free Software Series (Berlin)
- Feb 2008 Billy Bao "Dialectics of Shit" LP Parts Unknown (NYC)
- Feb 2008 Billy Bao "Accumulation" 7"" Xerox Music (London)
- March 2008 Josetxo Grieta "Sonrisas vendo, Donde nos llevan" CDr Taumaturgia (A Coruna)
- June 2008 Junko & Mattin LP Tochnit Aleph (Berlin)
- June 2008 Josetxo Grieta "The Art of Disctraction" LP Ozono Kids (Barcelona)
- August 2008 Junko, Michel Henritzi & Mattin "JE T' AIME!" CDr Absurd (Athens)
- January 2009 Josetxo Grieta "DISTANCIA #2387" CDr Hamaika (Euskal Herria)
- January 2009 Josetxo Grieta "Hitzak, Eginak, Animaliak, Pertsonak" DVD Discos Crudos (Bilbo)
- May 2009 Billy Bao "Sacrilege" CD Afterburn (Melbourne)
- June 2009 DEFLAG HAEMORRHAGE/HAIEN KONTRA re-issue of "Luxury" CD Tochnit Aleph (Berlin)
- June 2009 DEFLAG HAEMORRHAGE/HAIEN KONTRA "Humiliated" CD Tochnit Aleph (Berlin)
- June 2009 CONSUMER ELECTRONICS "Crowd Pleaser" LP Hand to Mouth (Berlin)
- July 2009 Billy Bao "MAY 08" LP Parts Unknown (NYC) Reviews Download it from sickness blog (Russia)
- July 2009 Alan Courtis, Bruce Russell, Eddie Prevost & Mattin "The Sakada Sessions" LP Azul Discográfica (NYC)
- August 2009 Billy Bao "I am going to kill all the rich man" cassette drone errant (USA)
- August 2009 DRUNKDRIVER/MATTIN "List of Profound Insecurities" 12 Badmaster (Philadelphia)